# Cellarengo
Cellarengo (piemontiul: Slarengh) település Olaszországban, Piemont régióban, Asti megyében. Lakosainak száma 712 fő (2023. január 1.). Cellarengo Isolabella, Montà, Poirino, Pralormo és Valfenera községekkel határos.

## Népesség
A település lakossága az elmúlt években az alábbi módon változott:
| Lakosok száma | 706  | 700  | 712  |
|               | 2017 | 2018 | 2023 |